# K.Bay.Sts.B. Blatt 310

Ansicht zum offenen Güterwagen nach Blatt 310

Der K.Bay.Sts.B. Blatt 310 ist ein Bayerischer Güterwagen. Dabei handelt es sich um einen zweiachsigen offenen Güterwagen nach dem Musterblatt 310 für die Bayerischen Staatseisenbahnen gemäß WV von 1913. Der Wagentyp wurde in zwei Ausführungen mit unterschiedlich hohen Bordwänden gebaut.

## Konstruktive Merkmale

### Untergestell
Der Rahmen der Wagen war schon komplett aus Profileisen aufgebaut und genietet. Die äußeren Längsträger hatten U-Form mit nach außen gerichteten Flanschen. Die Querträger waren ebenfalls aus U-Profilen und nicht gekröpft. Als Zugeinrichtung hatten die Wagen Schraubenkupplungen mit Sicherheitsbügel. Die Auslieferungsvariante besaß noch Sicherheitsketten. Die Zugstange war durchgehend und mittig gefedert. Als Stoßeinrichtung besaßen die Wagen Stangenpuffer mit einer Einbaulänge von 612 mm. Die Pufferteller hatten einen Durchmesser von 370 mm.

### Laufwerk
Die Wagen hatten aus Flacheisen geschmiedete Fachwerk-Achshalter der kurzen, geraden Bauform. Gelagert waren die Achsen in geteilten Gleitachslagern bayerischer Bauform. Die Räder hatten Speichenradkörper der Bauart 38 mit einem Raddurchmesser von 986 mm. Die Federung bestand in der Auslieferungsvariante aus acht 1.130 mm langen Federeisen mit einem Querschnitt von 76 × 13 mm. Nach 1876 wurden die Federn aller Wagen verstärkt, um Ladegewicht und Tragfähigkeit zu erhöhen (1000/10500 kg → 12500/13125 kg). Dazu wurde die Anzahl der Federblätter auf neun erhöht.

### Wagenkasten
Bei den ungebremsten Wagen waren alle Seitenwände des Wagenkastens abbordbar. Bei einzelnen Wagen konnten die Seiten- und Stirnwände nur mit Hilfe von Werkzeugen abgebaut werden. Das Gerippe der Wagenwände bestand aus U- und Flachprofilen. Die Wagenwände hatten eine Stärke von 45 mm.
Die beidseitigen Ladeöffnungen hatten zweiflügelige, nach außen zu öffnende Türen aus Holz mit eisernen Verstärkungen und einer lichten Ladebreite von 1.190 mm. Beim Typ 310I waren die Bordwände 1.100 mm hoch, beim Typ 310II 1.350 mm.
Beiderseits der seitlichen Ladeöffnungen wurde der Laderaum von Spriegeln mit einer Höhe von 2.100 mm über Fußbodenoberkante überspannt. Mit Hilfe dieser Spriegel konnten zum Schutz von Waren (oder auch Vieh) Wagendecken angebracht werden. Zum Transport von Vieh waren an der Innenseite der seitlichen Bordwände Halteringe angebracht.

## Wagennummern
Die Daten sind den WV der Kgl.Bayer.Staatseisenbahnen, aufgestellt nach dem Stande vom 1. Juni 1879, dem 31. März 1897 und dem 1. März 1913 entnommen.
| Herstelldaten                | Herstelldaten                | Wagennummern je Epoche | Wagennummern je Epoche                                                       | Wagennummern je Epoche | Wagennummern je Epoche | Wagennummern je Epoche | Abmessungen | Abmessungen | Fahrwerk        | Fahrwerk        | Fahrwerk        | Fahrwerk        | Wände       | Wände       | Fassungsraum     | Fassungsraum      | Fassungsraum     | Fassungsraum  | Gewichte          | Gewichte           | Zusatzinfos                                                                                        |
| Bau- jahr                    | Her- stel- ler               | ab 1875                | ab 1895                                                                      | ab 1909 (1907) | DR (ab 1923)           | Aus- gemu- stert       | Anz. Achs.  | Rad- stand  | LüP             | Unt. Gest.      | LA.             | Brem- sen       | Stirn       | Seite       | Lade- länge [mm] | Lade- breite [mm] | Boden- fläche m2 | Lade- raum m3 | Lade- gewicht [t] | Eigen- gewicht [t] | Bemerkungen                                                                                        |
| Blatt-Nr. aus WV von Gattung | Blatt-Nr. aus WV von Gattung | 1879 O                 | 207 1897 O.q.                                                                | 310I 1913 Oq | Om                     |                        |             |             | (siehe Legende) | (siehe Legende) | (siehe Legende) | (siehe Legende) | abbord- bar | abbord- bar |                  |                   |                  |               |                   |                    | Bordhöhe 1.100 mm                                                                                  |
| ---------------------------- | ---------------------------- | ---------------------- | ---------------------------------------------------------------------------- | --- | ---------------------- | ---------------------- | ----------- | ----------- | --------------- | --------------- | --------------- | --------------- | ----------- | ----------- | ---------------- | ----------------- | ---------------- | ------------- | ----------------- | ------------------ | -------------------------------------------------------------------------------------------------- |
| 1871                         |                              |                        | 52 093 52 096 52 125                                                         | Re 52 093 Re 52 096 Re 52 125 |                        |                        | 2           | 3.650       | 8.224           | E               |                 |                 | 2           | 2           | 6.910            | 2.390             | 16,4             | 18,1          | 12,5              | 6,10               | |
| Blatt-Nr. aus WV von Gattung | Blatt-Nr. aus WV von Gattung | 1879 O                 | 207 1897 O.c.                                                                | 310II 1913 Oq | Om                     |                        |             |             | (siehe Legende) | (siehe Legende) | (siehe Legende) | (siehe Legende) | abbord- bar | abbord- bar |                  |                   |                  |               |                   |                    | Bordhöhe 1.350 mm                                                                                  |
| 1871                         |                              |                        | 52 093 52 096 52 125                                                         | Re 52 093 Re 52 096 Re 52 125 |                        |                        | 2           | 3.650       | 8.224           | E               |                 |                 | 2           | 2           | 6.910            | 2.390             | 16,4             | 18,1          | 12,5              | 6,10               | |
| Blatt-Nr. aus WV von Gattung | Blatt-Nr. aus WV von Gattung | 1879 O                 | 207 1897 O.c.                                                                | 310II 1913 Oq | Om                     |                        |             |             | (siehe Legende) | (siehe Legende) | (siehe Legende) | (siehe Legende) | abbord- bar | abbord- bar |                  |                   |                  |               |                   |                    | Bordhöhe 1.350 mm                                                                                  |
| 1871                         |                              | 12                     | 52 062 52 064–52 067 52 069–52 075                                           | Re 52 062 Re 52 064–52 067 Re 52 069–52 075                                                                                        |                        |                        | 2           | 3.650       | 8.224           | E               |                 |                 | 2           | 2           | 6.910            | 2.390             | 16,4             | 18,1          | 12,5              | 6,10               | Wagen 52 063, 52 070 und 52 072 ursprünglich Bordhöhen zwischen 2.150 und 2.180 mm                 |
| 1871                         |                              |                        | 52 077– 52 083                                                               | Re 52 077– Re 52 083 |                        |                        | 2           | 3.650       | 8.224           | E               |                 |                 | 2           | 2           | 6.910            | 2.390             | 16,4             | 18,1          | 12,5              | 6,10               | Wagen 52 09 und 52 096 ursprünglich Bordhöhe von 1.100 mm                                          |
| 1871                         |                              | 52 084                 |                                                                              | | <1913                  |                        | 2           | 3.650       | 8.224           | E               |                 |                 | 2           | 2           | 6.910            | 2.390             | 16,4             | 18,1          | 12,5              | 6,10               | |
| 1871                         |                              | 52 085– 52 095         | Re 52 085– Re 52 095                                                         | |                        |                        | 2           | 3.650       | 8.224           | E               |                 |                 | 2           | 2           | 6.910            | 2.390             | 16,4             | 18,1          | 12,5              | 6,10               | |
| 1871                         |                              | 52 096                 | Re 52 096                                                                    | |                        |                        | 2           | 3.650       | 8.224           | E               |                 |                 | 2           | 2           | 6.910            | 2.390             | 16,4             | 18,1          | 12,5              | 6,10               | |
| 1871                         |                              | 52 097– 52 109         | Re 52 097– Re 52 109                                                         | |                        |                        | 2           | 3.650       | 8.224           | E               |                 |                 | 2           | 2           | 6.910            | 2.390             | 16,4             | 18,1          | 12,5              | 6,10               | |
| 1871                         |                              |                        | 52 110–52 111 52 113–52 118 52 119 52 120–52 124 52 126 52 127–52 128 52 129 | nicht m. aufgeführt Re 52 113–52 118 nicht m. aufgeführt Re 52 120–52 124 nicht m. aufgeführt Re 52 127–52 128 nicht m. aufgeführt |                        |                        | 2           | 3.650       | 8.224           | E               |                 |                 | 2           | 2           | 6.910            | 2.390             | 16,4             | 18,1          | 12,5              | 6,10               | Wagen 52 110, 52 111, 52 126 und 52 129 ursprünglich mit Bordhöhen zwischen 2.150 und 2.180 mm     |
| 1871                         |                              |                        | 52 130–52 147 52 150 52 152–52 158 52 895                                    | Re 52 130–52 147 Re 52 150 Re 52 152–52 158 Re 52 895                                                                              |                        |                        | 2           | 3.650       | 8.224           | E               |                 |                 | 2           | 2           | 6.910            | 2.390             | 16,4             | 18,1          | 12,5              | 6,10               | |
| 1871                         |                              |                        | 52 076 52 112 82 402 82 403                                                  | Mü 57 571 Mü 57 572 Mü 57 573 Mü 57 574                                                                                            |                        |                        | 2           | 3.650       | 8.244           | E               |                 |                 | 2           | 2           | 6.910            | 2.390             | 16,5             | 22,1          | 12,5              | 5,8 – 7,3          | Die Wagen Mü 57 573 und Mü 57 574 waren mit Gestellen zur Sicherung von Säureballons ausgestattet; |